# Nyköpings stadsbibliotek
Nyköpings stadsbibliotek invigdes den 11 februari 1989 och ligger i Nyköpings kulturhus Culturum på Hospitalsgatan i centrala Nyköping. Förutom huvudbiblioteket finns det två filialbibliotek i kommunen, i Brandkärr och i Stigtomta, samt en bokbuss.
Nyköpings stadsbibliotek, inklusive biblioteksfilialerna och bokbussen, är ett folkbibliotek som är öppet för alla.

## Historik
1986 bjöd Nyköpings kommun in till en arkitekttävling för utformning av ett nytt kulturhus. Utmaningen var att placera en stor byggnad med flera funktioner på en långsmal tomt intill äldre och känslig bebyggelse. Tomten ligger bland annat granne med S:t Nicolaikyrkan, församlingshemmet och den gamla sockenstugan. Nyréns arkitektkontor AB vann arkitekttävlingen och den 11 februari 1989 kunde byggnaden, med konsertlokal och bibliotek invigas.

## Byggnaden
Culturum rymmer två verksamheter med skilda krav och som också skiljer byggnaden utseendemässigt. Konsertsalen är en kvadratisk byggnad med en cylinderformad del på taket. Den här delen av huset har putsad fasad och stora fönster.
Biblioteksdelen är långsmal och är klädd med ljusgrå träpanel. Här har byggnaden tre våningar åt ena hållet och två åt det andra. Den långa fasaden bryts upp av burspråk med jämna mellanrum. Den långsmala biblioteksdelen avslutas med det sextonsidiga ”Sörmlandsrummet”, en rund byggnad med fönster runt om.
Culturum rymmer flera konstnärliga utsmyckningar. I entréhallen finns ett verk av Sune Rooth, i form av en järngrind som berättar Nyköpings historia. Där finns även en bildväv med titeln I kulturens gathörn av Anita Grede. På barnavdelningen har barnbokskonstnären Tord Nygren målat figurer ur folksagornas värld direkt på väggen i sagorummet.

## Stadsbiblioteket
På stadsbiblioteket finns ett rum för släktforskning med en mikrofilmsläsare. Biblioteket har Södermanlands Nyheter från 1893 - 2013 på mikrofilm.

## Bokbuss

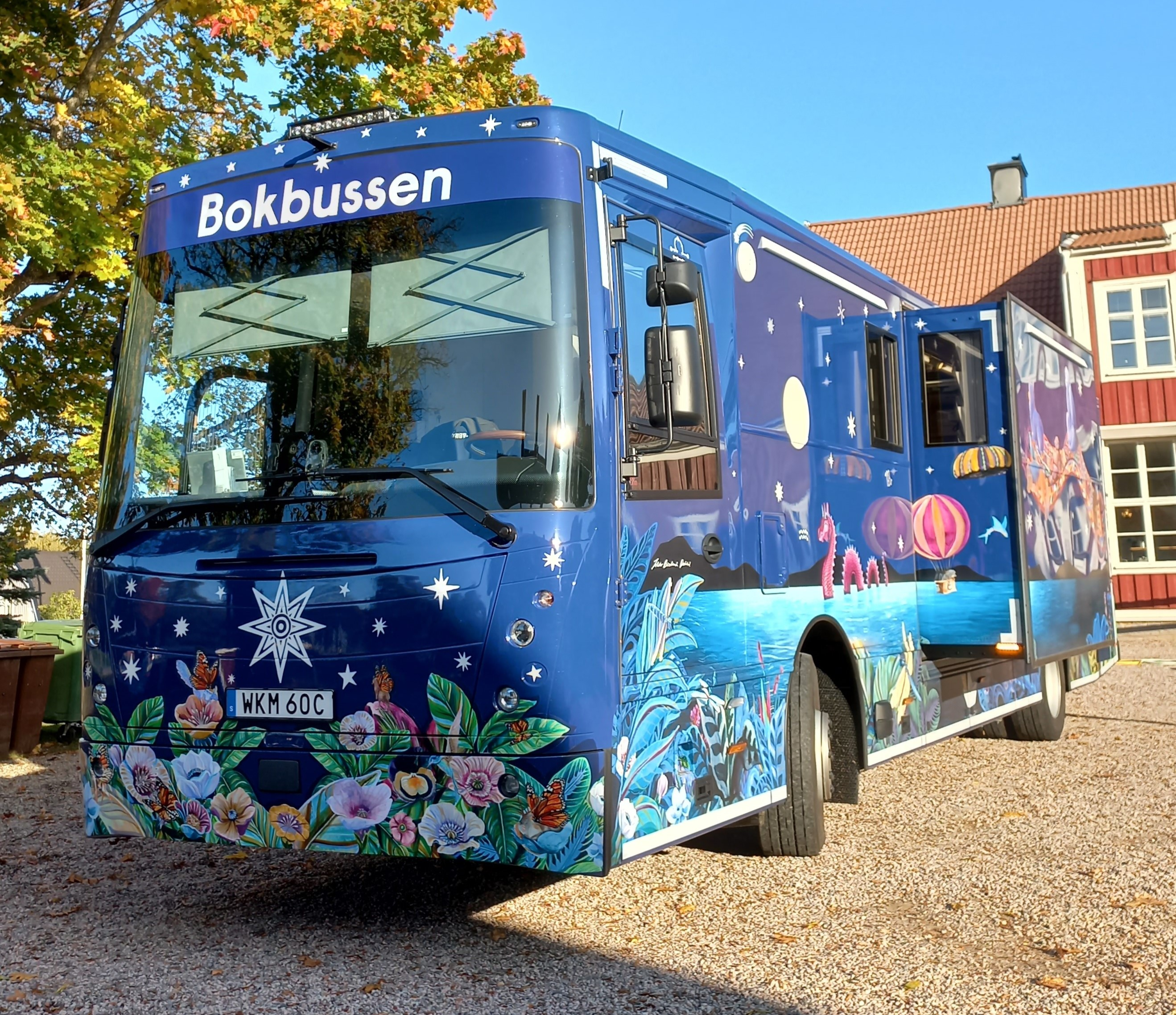
Nyköpings bokbuss.